# Kompaniefeldwebel
Der Kompaniefeldwebel (KpFw; umgangssprachlich „Spieß“; „Mutter der Kompanie“) ist eine Dienststellung in der Bundeswehr. In einer Einheit (Kompanie oder vergleichbar) ist er Führer des Unteroffizierkorps und leitet den Innendienst.
Im österreichischen Bundesheer entspricht dem Kompaniefeldwebel der Dienstführende Unteroffizier (DfUO), in der Schweizer Armee der Hauptfeldweibel.
Das Pendant in Wehrmacht und Nationaler Volksarmee war die Dienststellung Hauptfeldwebel, in Kavallerie und Artillerie aber der Hauptwachtmeister (in der NVA noch bis 1970). In der Waffen-SS hieß die Dienststellung Stabsscharführer, auch in der Reiter-SS und der aus ihr hervorgegangenen SS-Kavallerieregimenter. Unteroffiziere ohne Portepee in entsprechender Dienststellung hießen Hauptfeldwebel-Diensttuer oder Hauptwachtmeister-Diensttuer bzw. Stabsscharführer-Diensttuer.

## Deutsche Bundeswehr

### Aufgaben und Stellung

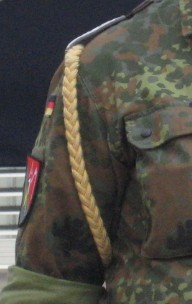
Kompaniefeldwebel der Bundeswehr, mit goldgelber Schulterschnur als Funktionsabzeichen

Der Kompaniefeldwebel wird/wurde bei der Artillerietruppe und der ehemaligen Heeresflugabwehrtruppe als Batteriefeldwebel (BttrFw) bezeichnet, an Ausbildungseinrichtungen als Inspektionsfeldwebel (InFw), bei der Luftwaffe (außer Ausbildungskompanien) und der Heeresfliegertruppe als Staffelfeldwebel (StffFw) und in der Marine als Schiffs-/Geschwaderwachtmeister. Die Dienststellung wird vom Dienstposten-Inhaber Kompaniefeldwebel wahrgenommen, in dessen Abwesenheit von dessen Vertreter im Amt.
Der Kompaniefeldwebel berät seinen Disziplinarvorgesetzten in Fragen des Innendienstes, leitet den Innendienst und den Geschäftsbetrieb im Auftrag seines Disziplinarvorgesetzten. Dabei ist der Innendienst ein Sammelbegriff für sich wiederholende Abläufe, Dienste und Maßnahmen, die für ein geordnetes Zusammenleben in der militärischen Gemeinschaft der Einheit unerlässlich sind. Der Kompaniefeldwebel vermittelt zwischen den Soldaten der Einheit und dem Disziplinarvorgesetzten und ist dessen wichtigster Mitarbeiter bei der Wahrnehmung seiner Aufgaben im Innendienst, wirkt maßgeblich bei der Erziehung und Ausbildung der Unteroffiziere mit und ohne Portepee und der Mannschaften sowie bei der Umsetzung der Leitsätze der Inneren Führung im Bereich der Einheit mit und schafft die wesentlichen Voraussetzungen sowie trifft die notwendigen Folgemaßnahmen zur Unterstützung bei Einsätzen der Einheit.
Als fürsorglicher Berater und zentraler Ansprechpartner für alle Soldaten und zivilen Mitarbeiter seiner Einheit hat der Kompaniefeldwebel eine Schlüsselfunktion für die Gestaltung der militärischen Gemeinschaft. Er nimmt entscheidenden Einfluss auf das Miteinander in dieser, auf den Ton und das Klima in der Einheit. Der Kompaniefeldwebel steht, unabhängig von der Dienstgradstruktur, an der Spitze des Unteroffizierkorps der Einheit, dessen Zusammenhalt er fördert, und soll durch Charakter, Können und Pflichterfüllung beispielgebend sein. Er ist Vorgesetzter mit besonderem Aufgabenbereich gemäß § 3 der Vorgesetztenverordnung (VorgV) gegenüber allen Unteroffizieren und Mannschaften der Einheit. Der Kompaniefeldwebel genehmigt und überwacht im Auftrag des Disziplinarvorgesetzten eine gerechte und ausgewogene Einteilung der Soldaten zu Sonderdiensten und regelt die Belegung der Stuben. Für die Reviere der Gemeinschaftsunterkunft stellt er einen Revierreinigungsplan auf. Im Einzelnen sind die Aufgaben des Kompaniefeldwebels in einer Dienstanweisung zu befehlen.
Der Kompaniefeldwebel unterstützt den Einheitsführer zudem in den Bereichen Personal und Verpflegung (Anforderung, Abholung und Ausgabe). Er leitet das Geschäftszimmer (GeschZi, GeZi) der Einheit und ist innerhalb seiner Teileinheit (Kompaniefeldwebel-Trupp) unmittelbarer Vorgesetzter gemäß § 3 VorgV.
Der Dienstposten des Kompaniefeldwebels ist in der Regel für Oberstabsfeldwebel oder Oberstabsbootsmann (Besoldungsgruppe A9 mZ) dotiert, an Ausbildungseinrichtungen regelmäßig niedriger.

### Formaldienst
Bei Antreteformationen steht der Kompaniefeldwebel äußerst links, bei Marschformationen als letzter Mann rechts hinten. Er grüßt bei geschlossenen Formationen wie die militärischen Führer durch Anlegen der Hand an die Kopfbedeckung. In Paradeaufstellungen trägt er wie die Offiziere und als Zugführer eingesetzte Unteroffiziere mit Portepee eine Pistole.

### Stellenzulage
Kompaniefeldwebel (auch Vertreter im Amt) erhalten eine Stellenzulage nach Nr. 4a der Vorbemerkungen zu Anlage I des Bundesbesoldungsgesetzes (BBesG). Sie beträgt gemäß Anlage IX zum BBesG 135,00 Euro seit dem 1. März 2020 und davor 112,74 Euro. Die Stellenzulage ist nach bestimmten Voraussetzungen ruhegehaltsfähig.

## Österreichisches Bundesheer
Im Bundesheer ist der Dienstführende Unteroffizier (DfUO) der ranghöchste Unteroffizier und Leiter des Inneren Dienstes seiner Einheit (Kompanie, Batterie, Staffel). Im Soldatenjargon wird der „Dienstführende“ auch „Spieß“ oder „Mutter der Kompanie“ genannt, analog dem deutschen Kompaniefeldwebel. Als Leiter der Versorgungsgruppe (VersGrp) untersteht er direkt dem Kompanie- bzw. Einheitskommandanten (KpKdt bzw. EinhKdt). Ihm selbst melden der Wirtschaftsunteroffizier (WiUO), der Kanzleiunteroffizier (KzlUO), der Nachschubunteroffizier (NUO) und der Kraftfahrunteroffizier (KUO), mit ihren Gehilfen. Der DfUO nimmt innerhalb der Einheit somit die Aufgaben der Führungsgrundgebiete 1 und 4 (Personal bzw. Versorgung) wahr und ist für ihr inneres Funktionieren verantwortlich.
Von dem DfUO zu unterscheiden ist der Kommandogruppenkommandant (KdoGrpKdt). Dieser ist ebenfalls ein höherer Unteroffizier. Er berät und unterstützt den Einheitskommandanten in Fragen der Lage, der Einsatzführung und der Ausbildung (analog dem Führungsgrundgebiet 3).
Tätigkeitsabzeichen des Dienstführenden Unteroffiziers ist ein, mit der Spitze nach oben weisender, Doppelwinkel aus Silberborte; das Abzeichen wird auf beiden Unterärmeln getragen, in der Höhe des Ärmelaufschlags. Der Doppelwinkel ähnelt jenem des US-amerikanischen Corporals oder dem zu Zeiten der Gemeinsamen Armee verwendeten Abzeichen der langdienenden Unteroffiziere.
Der Dienstführende Unteroffizier ist nicht mit dem UvD (Unteroffizier vom Dienst) der Bundeswehr zu verwechseln.

## Schweizer Armee
In der Schweizer Armee obliegen dem Hauptfeldweibel die Dienstgeschäfte des Kompaniefeldwebels. Der Dienstgrad wurde 2004, im Zuge des Reformprojekts Armee XXI, eingeführt. Bis dahin hatte der Feldweibel die Funktion des Einheitsfeldwebels innegehabt.

## Frühere deutsche Streit- und Polizeikräfte

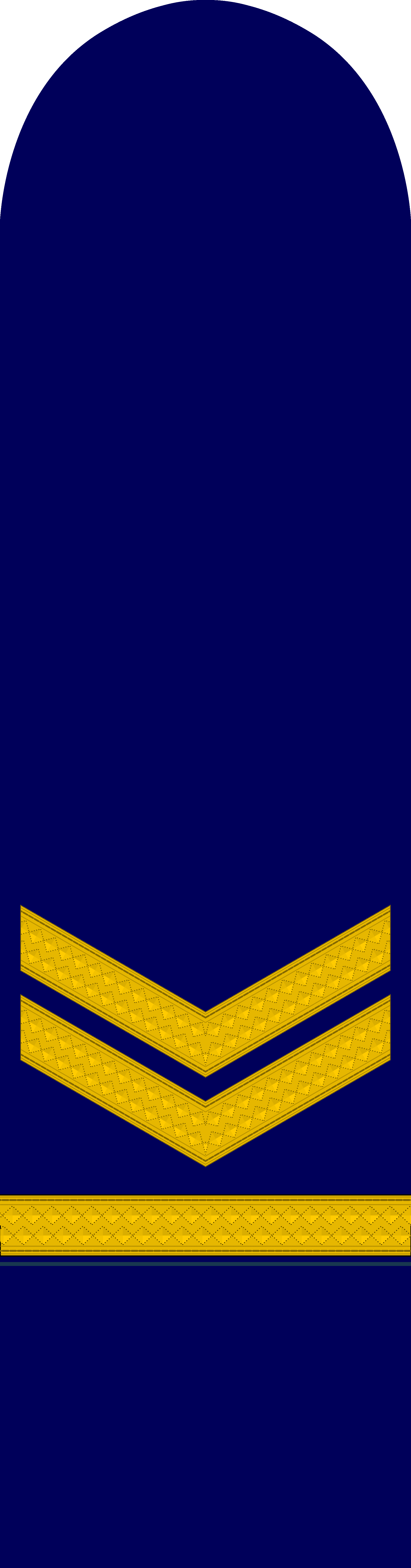
Hauptbootsmann der Volksmarine

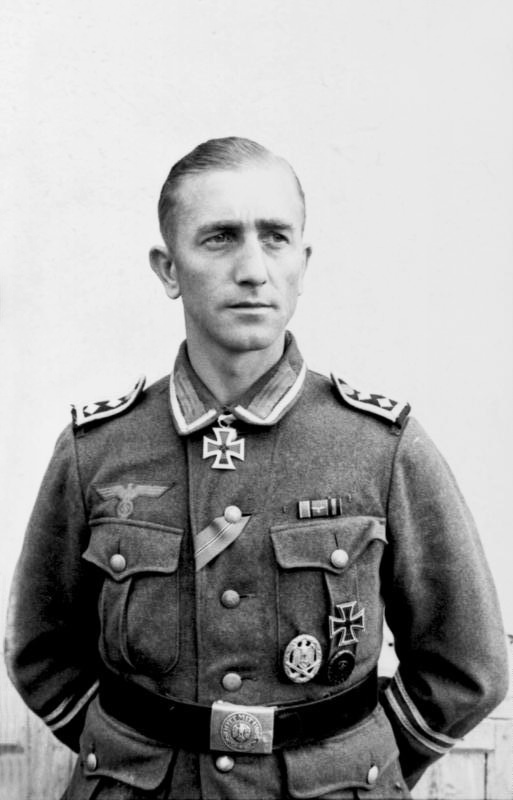
Hauptfeldwebel der Wehrmacht (hier:OFw, Heer) mit „Kolbenringen“ an den Ärmelaufschlägen

„Spieß“-Ärmeltressen, bis 1945

Mit der Herausbildung eines festgefügten Dienstgradsystems, zu Beginn des 18. Jahrhunderts, wurde der Feldwebel in Heeren der meisten ehemaligen deutschen Territorialstaaten zum höchsten Unteroffiziersdienstgrad und blieb es bis zum Ende des Ersten Weltkriegs. Teilweise nahm stattdessen auch der Sergeant seine Stellung ein. Sein Pendant in der österreichischen k.u.k. Armee war bis 1918 der dienstführende Feldwebel.
Vermutlich nannten bereits die Soldaten des 18. Jahrhunderts den Feldwebel „Spieß“, da er, nach der allgemeinen Einführung der Feuerwaffen im frühen 18. Jahrhundert, zu den wenigen Dienstgraden zählte, die weiterhin eine Stangenwaffe führten. Zu jenem Personenkreis zählten außerdem die Korporale (Hellebarde oder Kurzspieß) und die nichtberittenen Kompanieoffiziere der Fußtruppen (Sponton). Offiziell hießen die Stangenwaffen der Feldwebel und Korporale Kurzgewehr, weil sie im Vergleich zu den einstigen Langspießen der Landsknechte nur etwa drei Meter statt fünf oder sechs Meter maßen. Sponton und Kurzgewehr waren nicht nur Statussymbole, sondern dienten auch dem Niedermachen jener Soldaten, die die Flinte ins Korn warfen, um Fahnenflucht zu begehen. Gleichzeitig konnte mit ihrer Hilfe die Truppe in Reih und Glied korrekt ausgerichtet werden. Der „Spieß“ marschierte in der Linie links bzw. hinter der Linie, im Gegensatz zu den Offizieren, die voraus und rechts der Linie marschierten und diese anführten und kommandierten.
Während der Napoleonischen Kriege legten die Unteroffiziere der deutschen Heere das unhandliche Kurzgewehr ab, meist ohne dafür das Gewehr zu übernehmen. Stattdessen wurde den Feldwebeln, nicht nur im preußischen Heer, das Tragen des langen Offiziersdegen zugebilligt. Bald wurde auch diese Seitenwaffe in der Soldatensprache scherzhaft „Spieß“ genannt. Der ebenfalls mit dem Offiziersdegen ausgestattete Vizefeldwebel hieß nun „Vizespieß“. Heute wird nur der Kompaniefeldwebel „Spieß“ genannt.

### Reichswehr
Erst in der Reichswehr änderte sich das Anforderungsprofil des Spießes. Er erhielt nun auch Aufgaben, die unter dem Begriff Förderung der militärischen Kameradschaft subsumiert werden können. Neu hinzu trat nun der Dienstgrad Oberfeldwebel. Die Dienststellung wurde als Oberfeldwebel der Truppe bezeichnet.

### Wehrmacht
Die Wehrmacht knüpfte an die bisherige Tradition an, wobei administrative Aufgaben für den Spieß nach wie vor im Vordergrund standen – von der Postversorgung der Soldaten bis zu Personalangelegenheiten und Verpflegungsorganisation sowie der Versorgung mit Marketenderware ging der Zuständigkeitsbereich. Hier erhielt der Spieß die Dienststellungsbezeichnung Hauptfeldwebel (nicht zu verwechseln mit dem späteren Dienstgrad Hauptfeldwebel der Bundeswehr). In der Regel hatten dienstältere Portepee-Unteroffiziere im Rang eines Oberfeldwebels und mit abgeschlossener Zugführerausbildung diesen Dienstposten inne.

### Waffen-SS
In der Waffen-SS hatte der „Spieß“ die Dienststellungsbezeichnung SS-Stabsscharführer. Hier kamen in der Regel SS-Hauptscharführer oder erfahrene dienstältere SS-Oberscharführer zum Einsatz.

### Ordnungspolizei
In der Ordnungspolizei fungierten die Polizei- bzw. Gendarmeriehauptwachtmeister als das Äquivalent zum Hauptfeldwebel der Wehrmacht. Dies galt jedoch nicht für Beamte des Einzeldienstes, sondern nur für Angehörige geschlossener Polizeiformationen (z. B. Ausbildungsbataillone, Polizei-Hundertschaften). Ihre Dienststellung wurde um 1938/39 umbenannt in Geschäftsführender Polizeihauptwachtmeister bzw. Geschäftsführender Gendarmeriehauptwachtmeister. 1941 erfolgte die abermalige Umbenennung in Kompaniehauptwachtmeister. Daneben gab es noch die Hauptwachtmeister-Diensttuer, mit niedrigerem Dienstgrad, doch in derselben Dienststellung.

### Schutzmannschaften
In den im Hinterland der deutschen Ostfront aufgestellten Schutzmannschaften (Schuma) war Kompaniefeldwebel ein eigener Dienstgrad. Er rangierte mit dem Oberfeldwebel der Wehrmacht und stand zwischen dem Vizefeldwebel (Feldwebel) und Zugführer bzw. Leutnant der Schutzmannschaft. In geschlossenen Einheiten besaßen die Kompaniefeldwebel die Dienststellung eines Hauptfeldwebels.

### Nationale Volksarmee
In der Nationalen Volksarmee der DDR hatte der Spieß, auch Innendienstleiter, ebenfalls wie in der Wehrmacht die Dienststellungsbezeichnung Hauptfeldwebel, was jedoch kein Dienstgrad war. Bei der Artillerie war die Bezeichnung bis Ende 1970 Hauptwachtmeister. Die äquivalente Dienststellungsbezeichnung in der Volksmarine lautete Hauptbootsmann. Als Hauptfeldwebel/Hauptbootsmann kamen Berufsunteroffiziere der jeweiligen Einheit, später auch Fähnriche, zum Einsatz.

### Bundesgrenzschutz
Im Bundesgrenzschutz entsprachen die Innendienstleiter der BGS-Hundertschaften den Kompaniefeldwebeln. Als Funktionsabzeichen führten sie zeitweilig die traditionelle doppelte Ärmeltresse auf beiden Unterärmeln.

## Funktionsabzeichen

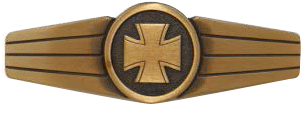
Tätigkeitsabzeichen KpFw/Schiffswachtmeister der Bundeswehr

### Aktuell
Kompaniefeldwebel oder Soldaten in vergleichbarer Dienststellung der Bundeswehr tragen die „Schulterschnur ‚Kompaniefeldwebel‘“. Sie ist eine geflochtene goldgelbe Schnur, die unter der rechten Schulterklappe eingeköpft getragen wird. Sie wird nur im Dienst und auch von Vertretern im Amt getragen. Das Jackett zum Gesellschaftsanzug wird ohne Schulterschnur getragen.
Kompaniefeldwebeln wird nach sechs Monaten, fünf Jahren und zehn Jahren in fachbezogener Verwendung das streitkräftegemeinsame Tätigkeitsabzeichen Kompaniefeldwebel, Schiff-/Geschwaderwachtmeister in den Stufen Bronze, Silber bzw. Gold verliehen. Es ist als Kreis mit Eisernem Kreuz, beidseitig in vier Streifen gefasst, metallgeprägt, bronze-, silber- bzw. goldfarben ausgeführt.

### Historisch
Die Kompaniefeldwebel der K.u.k. Armee waren bis 1918 die einzigen Kompanieunteroffiziere, denen das Tragen des Offizierssäbels in der blanken Stahlscheide erlaubt war.
In Deutschland erhielt 1889 der etat(s)mäßige Feldwebel (kurz: der „Etat(s)mäßige“) eine zweite Quertresse oberhalb des Ärmelaufschlags, um ihn vom Vizefeldwebel zu unterscheiden. Diese zweite Tresse war etwas schmaler als die bisherige Unteroffizierstresse, die noch auf dem Aufschlag saß und diesen einfasste. Diese doppelte Ärmeltresse hielt sich in den deutschen Streitkräften bis zum Ende des Zweiten Weltkriegs, wurde aber in Aussehen und Trageweise leicht variiert.
So waren die im Juli 1922 in der Reichswehr eingeführten doppelten Ärmeltressen neuer Art nun beide oberhalb der Ärmelaufschlage zu befestigen. Die aluminiumfarbenen Doppeltressen hießen in der Soldatensprache bald „Kolbenringe“, aufgrund ihrer Ähnlichkeit mit den gleichnamigen Dichtelementen in Dampfmaschine und Verbrennungsmotor.
Analog der Regelung in der Wehrmacht, waren in der Waffen-SS die Stabsscharführer bzw. Stabsscharführer-Diensttuer an zwei 9 mm breiten, aluminium- oder silberfarbene Unteroffizierslitzen zu erkennen. Diese wurden oberhalb beider Ärmelaufschläge an Uniformjacke und Uniformmantel parallel aufgenäht.
Ähnlich verhielt es sich in der Ordnungspolizei, als 1939 die geschäftsführenden Hauptwachtmeister bzw. die Kompaniehauptwachtmeister der geschlossenen Einheiten und 1940 auch die Hauptwachtmeister-Diensttuer die Kolbenringe erhielten. Die Tressen lösten den sechszackigen Polizeistern ab, der seit 1932 von den Hauptwachtmeistern der preußischen Polizei an den Unterärmeln getragen wurden, sofern sie an einer Polizeischule oder in einer Bereitschaft Dienst taten. Das Abzeichen bestand aus einem kreisrunden, silberfarben eingefassten Fleck aus Grundtuch, in dessen Zentrum sich der Polizeistern mit dem preußischen Adler befand.
In den Schutzmannschaften besaßen in den geschlossenen Einheiten die Inhaber des Dienstgrades Kompaniefeldwebel gleichzeitig die Dienststellung des Hauptfeldwebels. Sie führten ebenfalls doppelte, aluminiumfarbene „Kolbenringe“ oberhalb der Ärmelaufschläge.
In der NVA bestanden die Funktionsinsignien der Hauptfeldwebel nicht aus doppelten, sondern nur aus einfache „Kolbenringen“. Sie waren an beiden Unterärmeln von Uniformjacke und Mantel zu tragen. Gleiches galt für die Hauptbootsleute der Volksmarine.

## International
In vielen Streitkräften gibt es dem Kompaniefeldwebel vergleichbare Dienststellungen. Im Unterschied zur Bundeswehr existieren in anderen Streitkräften oft sogar noch die Dienststellungen von Regimentsfeldwebeln. In den US-Streitkräften nimmt meist ein Master Sergeant die Stellung des First Sergeants ein. Darüber angesiedelt sind die Senior Enlisted Advisors als höchste Dienststellungen der Unteroffiziere, teilweise auch mit eigenem Dienstgrad.
In den Streitkräften des Vereinigten Königreichs und in den meisten Armeen des von ihm begründeten Commonwealths agiert der Company Sergeant Major als Kompaniefeldwebel. Die Funktion wird in der Regel von einem niederrangigen Warrant Officer wahrgenommen.
In Frankreich und in vielen frankophonen Ländern führte ebenfalls ein Sergent-major die Dienstgeschäfte, wobei Dienststellung und Dienstgrad identisch waren. In den berittenen Einheiten der Französischen Streitkräfte entsprach ihm der Maréchal des logis-chef. Er teilte sich die Position mit dem ihm vorgesetzten Adjudant sous-officier, wobei ihm selbst die Funktion als Verwaltungs- und Rechnungsfeldwebel zufiel. Zwischen 1928 und 1942 sowie erneut ab 1962 ersetzte der Sergent-chef den Sergent-major und übernahm gleichzeitig die Funktion des Sergent-fourrier (Verpflegungsfeldwebel). In Frankreich füllt heute der Adjudant d'unité (Einheitsadjutant) die Funktion des Kompaniefeldwebels aus, häufig im Dienstgrad Adjudant-chef stehend.
In den Spanischen Streitkräften füllt die Position meist der Brigada aus, in den Italienischen Streitkräften ein Maresciallo-Dienstgrad und in den Streitkräften Russlands der Starshina.